# Белолампо (Палермо)
Белолампо је насеље у Италији у округу Палермо, региону Сицилија.
Према процени из 2011. у насељу је живело 676 становника. Насеље се налази на надморској висини од 474 м.